# دينيسي كيلي (ملحنة)
دينيسي كيلي (بالإنجليزية: Denise Kelly)‏ هي ملحنة أيرلندية، ولدت في 24 أبريل 1954.

## وصلات خارجية
- دينيسي كيلي على موقع ميوزك برينز (الإنجليزية)
- دينيسي كيلي على موقع ديسكوغز (الإنجليزية)